# Полуніна Катерина
Катерина Полуніна (нар. 3 квітня 1988) — українська колишня професійна тенісистка.
Полуніна виграла один титул у парному розряді в турі ITF. 23 жовтня 2006 року вона досягла свого найкращого світового рейтингу в одиночному розряді № 518. 27 лютого 2006 року вона зайняла 510 місце у світовому рейтингу парних розрядів.
Вона дебютувала в основному розіграші туру WTA на Кубку Стамбула 2007 року.

## Фінал ITF Circuit
| Турніри $10,000 |

### Парний розряд: 5 (1 титул, 4 друге місце)
| Результат   | №  | Дата              | Турнір              | Поверхня | Партнерка       | Суперниці                           | Рахунок       |
| ----------- | -- | ----------------- | ------------------- | -------- | --------------- | ----------------------------------- | ------------- |
| Друге місце | 1. | 10 квітня 2005 р  | Мінськ, Білорусь    | Килим    | Ольга Говорцова | Олександра Панова Ольга Панова      | 5–7, 3–6      |
| Друге місце | 2. | 26 червня 2005 р  | Орестіада, Греція   | Хард     | Клара Ягосова   | Клер де Губернатіс Крістін Сперлінг | 5–7, 2–6      |
| Друге місце | 3. | 4 березня 2007 р  | Бенін-Сіті, Нігерія | Хард     | Дебріх Фейс     | Ана Клара Дуарте Маріана Муці       | 6–3, 3–6, 5–7 |
| Переможець  | 1. | 11 березня 2007 р | Бенін-Сіті, Нігерія | Хард     | Дебріх Фейс     | Ана Клара Дуарте Маріана Муці       | 6–3, 6–4      |
| Друге місце | 4. | 24 червня 2007 р  | Монпельє, Франція   | Глина    | Тетяна Капшай   | Емілі Бакет Nadege Vergos           | 7–5, 4–6, 3–6 |